# Insel der Meuterer
Insel der Meuterer (Originaltitel: L’Île) ist ein vierteiliger Fernsehfilm aus dem Jahr 1987 mit Serge Dupire, Martin Lamotte, John Mairai und Jean-Pierre Castaldi in den Hauptrollen. Die deutsche Erstausstrahlung erfolgte vom 25. Dezember 1989 bis zum 1. Januar 1990 im Programm der ARD.
Karina Lombard ist in ihrer ersten Fernsehrolle zu sehen. Bei dem Werk handelt es sich um eine Verfilmung des Romans Die Insel (L’Île) von Robert Merle.

## Handlung
Gegenstand des Films ist ein fiktives Geschehen, in welchem jedoch Motive der berühmten Meuterei auf der Bounty verarbeitet sind.
Ende des 18. Jahrhunderts nimmt das britische Kriegsschiff Blossom Kurs auf die Südsee. An Bord führt Kapitän Burt ein grausames Regiment. Ungerechte Bestrafungen sind an der Tagesordnung. Als der Schiffsjunge durch die Hand Burts ums Leben kommt, ist die Stimmung an Bord auf dem Nullpunkt angelangt: Der despotische Kapitän wird durch Mason, den ersten Offizier, erschossen.
Mit Schrecken erkennt Mason, dass die Besatzung für die Befreiung vom Tyrannen einen hohen Preis zahlen muss: Der Weg nach England ist der Mannschaft für immer versperrt. Dort liefe sie Gefahr, wegen Meuterei gehängt zu werden.
Nachdem Mason das Kommando über die Blossom übernommen hat, segelt diese zunächst nach Tahiti. Dort gelingt es der Besatzung, mehrere Tahitianer, darunter auch Frauen, als Verstärkung anzuwerben. Auf der anschließenden Fahrt entdeckt die Crew eine Insel, die noch nicht in den Karten der Admiralität verzeichnet ist und die sich deshalb hervorragend als Versteck eignet. Schließlich muss damit gerechnet werden, dass die Admiralität früher oder später nach der Blossom suchen lässt, um deren Verbleib zu klären.
Auf der Insel angekommen, beginnt die anfängliche Einigkeit der Meuterer schnell auseinanderzubrechen. Missgunst und Zwietracht sind an der Tagesordnung.
Es bilden sich zwei Lager, die sich bis aufs Blut bekämpfen.

## Kritiken
Der Film wurde, wie die Romanvorlage übrigens auch, vom Publikum sehr positiv aufgenommen.
In Frankreich wurde er mit dem 7 d'Or-Preis für das beste Drehbuch ausgezeichnet.
Gelobt wird vor allem die Tatsache, dass der Film sich sehr tiefgreifend mit den soziologischen Problemen der Meuterer auf der Insel auseinandersetzt.
Dieser Aspekt wurde in anderen Variationen des Bounty-Motivs immer übergangen.
Von Stil und Erzählkultur her weist der Film eine Nähe zu den Abenteuervierteilern des Produzenten Walter Ulbrich auf, was ebenfalls positiv gewertet wird.